# Транквилина
Фурия Сабиния Транквилина или Сабиния Транквилина (на латински: Furia Sabinia Tranquillina, Sabinia Tranquillina; * 225; † 244 г.) е римска императрица, съпруга на император Гордиан III.

## Биография
Тя е най-младата дъщеря на преторианския префект Тимеситей, името на майка ѝ не е известно. През 241 г. баща ѝ е назначен за началник на преторианската гвардия. През пролетта на същата година Транквилина се сгодява за Гордиан III, а по-късно през месец май се омъжва за императора и получава титлата августа. Така баща ѝ Тимеситей, става де факто съуправител на империята. През 243 г. баща ѝ умира внезапно и за началник на преторианската гвардия е назначен Марк Юлий Филип (Филип Арабина).
Съругът на Транквилина, Гордиан е убит през февруари 244 г. Филип Арабина става нов император. Транквилина оцелява през тези събития и вероятно през 244 г. ражда дъщеря Фурия, която се омъжва за Марк Меций Орфит, син на Марк Меций Проб и Пупиена Секстия Павлина Цетегила, внук по бащина линия на Марк Помпоний Меций Проб (консул 228 г.), а по майчина линия внук на Марк Пупиен Африкан (син на протектор император Пупиен Максим) и жена му Корнелия Марулина.

## Галерия
- Гордиан и Транквилина
- Транквилина